# Усадище (Новодугинский район)
Усадище — деревня в Новодугинском районе Смоленской области России. Входит в состав Капустинского сельского поселения. Население — 19 жителей (2007 год). 
Расположена в северо-восточной части области в 9 км к юго-востоку от Новодугина, в 6 км восточнее автодороги Р134 «Старая Смоленская дорога» Смоленск — Дорогобуж — Вязьма — Зубцов. В 0,5 км западнее деревни расположена железнодорожная станция О.п. 219-й км на линии Вязьма — Ржев. 

## История
В годы Великой Отечественной войны деревня была оккупирована гитлеровскими войсками в октябре 1941 года, освобождена в марте 1943 года.